# Oscar Lindelöf
Oscar Sigurd Lindelöf, född 15 september 1903 i Landskrona, död 4 januari 1993 i Malmö, var en svensk brottare som tävlade i grekisk-romersk stil. Han tävlade för GAK Enighet.

## Karriär
Lindelöf tävlade för Sverige vid olympiska sommarspelen 1928 i Amsterdam, där han slutade på fjärde plats i bantamvikt. Vid olympiska sommarspelen 1932 i Los Angeles blev Lindelöf oplacerad i fjädervikt. 
Han blev svensk mästare i bantamvikt 1929.

## Resultat

### Olympiska sommarspelen 1928
| Gren                             | Första omgången          | Andra omgången             | Tredje omgången       | Fjärde omgången             | Femte omgången               | Sjätte omgången              | Placering |
| -------------------------------- | ------------------------ | -------------------------- | --------------------- | --------------------------- | ---------------------------- | ---------------------------- | --------- |
| Bantamvikt, grekisk-romersk stil | Eduardo Bosc (ARG) Vinst | Georges Miller (LUX) Vinst | Ðula Sabo (YUG) Vinst | Herman Andersen (DEN) Vinst | Jindřich Maudr (TCH) Förlust | Giovanni Gozzi (ITA) Förlust | 4         |

### Olympiska sommarspelen 1932
| Gren                             | Första omgången              | Andra omgången              | Placering |
| -------------------------------- | ---------------------------- | --------------------------- | --------- |
| Fjädervikt, grekisk-romersk stil | Jindřich Maudr (TCH) Förlust | Wolfgang Ehrl (GER) Förlust | oplacerad |